# Spree-Athen (Schiff)
Das Fahrgastschiff Spree-Athen wurde 1949 auf der Schiffswerft Renck in Hamburg-Harburg gebaut und als Dockenhuden in Fahrt gebracht.

## Geschichte
1949 wurde das Schiff als Dockenhuden auf der Werft G. Renck in Hamburg-Harburg gebaut. Für die HADAG, an die es am 17. Mai 1949 abgeliefert wurde, war das 23,00 Meter lange Schiff aus einer Serie von vier Schiffen bis 1965 auf der unteren Elbe im Einsatz.
Im November des gleichen Jahres kaufte es Georg Krüger aus Berlin, ließ es auf der Wiese–Werft (heute Burchardi–Werft, Berlin–Spandau) umbauen und das Heck verlängern. Das Schiff erhielt nun den Namen Spree-Athen und befuhr vom Wannsee aus die Unterhavel. 1966 wurde es um 6,00 Meter verlängert. Das Kastenheck erhielt es 1975 bei einem weiteren Umbau. Nun war das Schiff 31,60 Meter lang.
1981 übernahm die Reederei Otto Feister das Schiff, die es am 29. Dezember 1989 an die Reederei Riedel verkaufte. Seitdem wird es für innerstädtische Rundfahrten über Spree und Landwehrkanal genutzt. Ende 2010 wurde es neu motorisiert, im Jahr 2013 modernisiert.